# 王大受
王大受（？—？），字可仲，號儿生，四川重庆府合州军籍，是一名明朝政治人物。

## 生平
万历二十八年（1600年）庚子科四川乡试举人，四十一年（1613年）癸丑科进士，四十二年授鉅鹿縣知县，调繁邢台县，秩满归，卒于道。